# Pedicularis stadlmanniana
Pedicularis stadlmanniana är en snyltrotsväxtart som beskrevs av Bonati. Pedicularis stadlmanniana ingår i släktet spiror, och familjen snyltrotsväxter. Inga underarter finns listade i Catalogue of Life.